# Кауэ
Кауэ Винисиус дос Сантос (род. 16 ноября 2002, Итуверава, Бразилия) — бразильский футболист, нападающий клуба «Ломмел». Выступает на правах аренды за клуб «Бенфика».

## Биография
Родился 16 ноября 2002 года в муниципалитете Итуверава. Начал свою футбольную карьеру в местном клубе «Новуризонтино». Дебют на профессиональном уровне состоялся 21 марта 2019 года в матче Лиги Паулиста. В том же году клуб отдал его в аренду «Коринтиансу», первоначально пополнив ряды молодежки клуба, но позже перешел в первую команду.
12 апреля 2021 года он забил свой первый официальный гол за «Коринтианс»: в матче Лиги Паулисты он отличился голом в ворота «Гуарани». 20 июня дебютировал в бразильской Серии A в матче против «Баии». 7 мая 2021 года он открыл счет своим международным голам: на групповом этапе Кубка Америки он забил в третьем туре в ворота перуанского «Спорт Уанкайо».
11 января 2022 года перешел в бельгийский «Ломмел», подписав контракт до 2026 года.